# Business case
Un business case descrive il ragionamento su cui si basa l’avvio di un progetto o di un'attività. Spesso viene presentato in forma di documento scritto e ben strutturato, ma talvolta può prendere la forma di una presentazione o di un semplice accordo verbale. La logica del business case è che ogni volta che si consumano risorse economiche, materiali o immateriali, ciò dovrebbe avvenire in supporto di una specifica necessità aziendale. Un esempio potrebbe essere quello di un aggiornamento software: anche se esso migliorerebbe di certo le prestazioni del sistema, il business case valuta se migliori prestazioni potrebbero migliorare la soddisfazione del cliente, richiedere meno tempo d'elaborazione delle attività o ridurre i costi di manutenzione. Un business case convincente deve cogliere adeguatamente sia le caratteristiche quantificabili che non quantificabili del progetto proposto.
Lo stile di un business case può variare in un intervallo che va da esauriente e altamente strutturato, come richiesto da alcuni metodi formali di gestione dei progetti, fino a breve e totalmente informale. Le informazioni incluse in un business case formale riguardano il contesto del progetto, i benefici aziendali attesi, le opzioni considerate (con le ragioni per respingere o portare avanti ciascuna opzione), i costi previsti del progetto e un'analisi delle carenze e dei rischi previsti; dovrebbe sempre essere presa in considerazione anche l'opzione di non fare nulla, compresi i costi e i rischi d'inattività. Da questo complesso d'informazioni deriva la giustificazione del progetto.
Si noti che normalmente non è compito del capo progetto redigere il business case, e che solitamente si tratta di una responsabilità degli stakeholder o dei patrocinanti.